# إيليزا بنت
إيليزا بنت (بالإنجليزية: Eliza Bent)‏ هي كاتبة مسرحية وصحفية وكاتِبة أمريكية، ولدت في 30 مايو 1982 في بروكلين في الولايات المتحدة.